# Livre de la Cité des Dames
Livre de la Cité des Dames (Boek van de stad der vrouwen) is een literair prozawerk uit 1405 van de Franse schrijfster Christine de Pizan dat geldt als een van de eerste feministische werken uit de Europese literatuur. In het boek neemt zij het in reactie op Jean de Meuns misogyne Roman de la  Rose op voor de deugden en vermogens van vrouwen. De Pisan baseerde haar verhaal gedeeltelijk op Giovanni Boccaccio's De mulieribus claris (Over bekende vrouwen, 1360-1374). Het boek is onderdeel van een eeuwenlang debat over vrouwen, de querelle des femmes.
De auteur verdedigt vrouwen door de levens te beschrijven van beroemde vrouwen uit de geschiedenis. De schrijfster brengt hen onder in haar 'Stad der vrouwen', wat ook de titel is van haar boek. Elke vrouw die ze 'toevoegt' aan deze stad brengt een nieuw argument aan voor haar visie over vrouwen als actieve deelnemers aan de samenleving. Zij pleitte toen ook al voor vrouwelijke en mannelijke gelijkheid op gebied van onderwijs. Volgens haar visie was "er niets wat meisjes niet zouden kunnen doen en jongens wel." In haar volgende boek, Le Livre des trois vertus ("Boek van de drie deugden") uit 1405, classificeert De Pizan de rollen van vrouwen in de middeleeuwse samenleving en geeft morele instructies voor vrouwen in de verschillende sociale klassen.

## In Nederlandse vertaling
In opdracht van Jan III de Baenst zette een onbekende vertaler de Cité des Dames over in het Middelnederlands. Deze vertaling onder de titel Het Bouc van de Stede der Vrauwen werd voltooid in 1475. Het was de eerste Europese vertaling van het werk en is slechts in één handschrift overgeleverd. De luxueuze codex is verlucht met 25 miniaturen.
In 1984 werd Het boek van de Stad der Vrouwen vertaald uit het Middel-Frans en ingeleid door Tine Ponfoort en uitgegeven door Feministische Uitgeverij Sara te Amsterdam. In 1988 volgde een 2e oplage van Nijgh & Van Ditmar te  Amsterdam ISBN 90-236-8006-5.